# Richard Gottinger
Richard Gottinger (Fürth, 4 giugno 1926 – Fürth, 5 marzo 2008) è stato un calciatore tedesco, di ruolo centrocampista.

## Carriera

### Nazionale
È noto per essere stato il primo calciatore ad essere sostituito in una competizione ufficiale: ciò avvenne nella gara valevole per le qualificazioni al campionato mondiale di calcio 1954 contro la Saarland, disputatasi l'11 ottobre 1953, in cui lasciò il campo a Horst Eckel.